# 基希巴赫
基希巴赫是奥地利克恩顿州黑马戈尔县的一个市镇。总面积99.03平方公里，总人口2881人，人口密度29.1人/平方公里（2001年）。